# Silas Howard
Silas Howard es un director de cine y televisión, escritor y actor estadounidense. Su primer largometraje By Hook or by Crook (2001), codirigido con Harry Dodge, es un largometraje trans masculino fundamental. Howard obtuvo una maestría en dirección en la UCLA y fue becario Guggenheim 2015. Comenzó a dirigir episodios durante la segunda temporada de Transparent, convirtiéndose en el primer director trans del programa. 

## Primeros años
Howard creció en Vermont. Llegó a San Francisco a principios de la década de 1990. Howard tocó la guitarra en Tribe 8, una banda de punk rock queer originaria del área de San Francisco.  En San Francisco, él y Harry Dodge, un exmiembro de la banda, abrieron el Red Dora's Bearded Lady Truckstop Café,  donde los artistas exhibían su arte.

## Carrera
Howard fue miembro fundador de la banda queercore Tribe 8 y realizó giras con el grupo por Estados Unidos, Canadá y Europa. También fue cofundador de Red Dora's Bearded Lady Truckstop Café, una cafetería de San Francisco que también funcionaba como galería y espacio de actuación.
Howard coescribió, codirigió y coprotagonizó junto al artista Harry Dodge la película de 2001 By Hook or by Crook. La trama sigue a dos amigos improbables que cometen delitos menores mientras buscan un camino para comprenderse a sí mismos y al mundo exterior. "Lo hicimos totalmente en casa, hicimos este largometraje sin haber hecho un cortometraje ni nada, porque teníamos la necesidad urgente de contar esta historia, de tener estas caras diferentes en la pantalla".  Howard más tarde obtuvo una maestría en bellas artes en dirección en la UCLA en 2008.  Actualmente es profesor visitante en la Universidad de Cornell. Veinte años después de su estreno, la película ha resurgido con una presentación limitada en Alamo Draft House, así como proyecciones en Outfest, Newfest, BFI, Metrograph y más. La película también se estrenó en The Criterion Channel y fue ampliamente elogiada como una película trans masculina fundamental.
Howard fue el primer director trans de Transparent. El creador Joey Soloway quería que los directores trans contaran sus propias historias.  Dirigió los episodios "Bulnerable" (2015), "When the Battle Is Over" y "Just the Facts" (ambos en 2016). En el artículo de septiembre de 2017 en LGBT Weekly, un escritor habla de Howard como:

"Un hombre cuya capacidad para sintetizar la confusa intersección entre la vida y el arte parece evidente y, al mismo tiempo, notable... cuyos numerosos vídeos anteriores hablan por sí solos de su talento detrás de una cámara, crea visiones auténticas y orgánicas que se basan en la tensión inherente entre lo ideal y lo real".

 
Los ensayos de Howard se han publicado en varias antologías, entre ellas My First Popsicle, Without a Net, de Zosia Mamet, editado por Michelle Tea, y Live Through This, editado por Sabrina Chap. Howard escribió y actuó en la serie de palabra hablada Sister Spit y realizó una gira con un espectáculo unipersonal, Thank you for Being Urgent, sobre la angustia real de casi lograr que su largometraje sobre Billy Tipton fuera aprobado y luego verlo fracasar.
El tercer largometraje de Howard, A Kid Like Jake, protagonizado por Claire Danes, Jim Parsons, Octavia Spencer y la actriz de Transparent Amy Landecker, se estrenó en el Festival de Cine de Sundance en 2018. Y su largometraje más reciente, Darby and the Dead, una comedia adolescente sobre el dolor y la amistad entre chicas, se estrenó en Hulu.
En junio de 2019, para conmemorar el 50 aniversario de los disturbios de Stonewall, que marcaron el inicio del movimiento moderno por los derechos LGBTQ, Queerty lo nombró uno de los Pride50 "individuos pioneros que garantizan activamente que la sociedad siga avanzando hacia la igualdad, la aceptación y la dignidad para todas las personas queer".  

## Vida personal
Howard se casó con la escritora y cineasta Naz Riahi en 2023. Actualmente reside en Los Ángeles.

## Filmografía

### Director
- Quantum Leap (2023)
- Darby and the Dead (2022)
- A League of Their Own (serie de televisión de 2022)
- Grand Army (serie de televisión de 2020)
- Everything's Gonna Be Okay (serie de televisión de 2020)
- Dickinson (serie de televisión 2019-21, 9 episodios)
- The Affair (serie de televisión de 2019, 1 episodio)
- Historias de San Francisco - (miniserie de 2019, 2 episodios)
- High Maintenance (serie de televisión de 2019, 1 episodio)
- Pose (serie de televisión de 2018, 1 episodio)
- Step Up: High Water (serie de televisión de 2018, 1 episodio)
- A Kid Like Jake (2018)
- More Than T (2017)
- This Is Us - (Serie de televisión de 2016, 1 episodio)
- The Fosters (serie de televisión de 2016, 1 episodio)
- Faking It - (Serie de televisión de 2016, 1 episodio)
- Transparent - (serie de televisión 2015-16)
- Sticks and Stones - (cortometraje de 2014)
- Golden Age of Hustlers (cortometraje de 2014)
- Hudson Valley Ballers (serie de televisión 2013-15)
- Valencia: The Movie/S - (2013)
- Sunset Stories - 2012
- Brainstorm - 2009 (Serie de TV)
- Blink - 2007 (Cortometraje)
- How Do I Say This? - (Serie de televisión de 2007)
- Zero to Hero (video corto de 2006)
- What I Love About Dying (Cortometraje documental de 2006)
- Frozen Smile (cortometraje de 2005)
- By Hook or by Crook - 2001

### Guionista
- Sticks and Stones - 2014 (Cortometraje)
- Blink - 2009 (Cortometraje) (Guion)
- How Do I Say This? 2007 (Serie de TV - 1 episodio)
- Zero to HeroDe - 2006 (Cortometraje) (Historia)
- Frozen Smile - 2005 (Cortometraje)
- By Hook or by Crook - 2001

### Actor
- Happy Birthday, Marsha! (Cortometraje de 2016) - Gerente de Stonewall
- Don't Mesa Sith Texas (Corto) - Al
- The Perfecto Ones (corto) - Miembro de una banda punk
- By Hook or by Crook (2001) - Shy (papel principal)
- Blue Diary (corto) - Narrador
- Framing Agnes (2022)

## Premios y nominaciones

### Ganado
- Premio Peabody 2018 (POSE)
- Beca Guggenheim 2015
- CAMMFest - 2013 / Premio Cineasta Emergente - Sunset Stories (compartido con Ernesto Foronda)
- Festival de Cine South by Southwest - 2002 / Premio del público - Largometraje narrativo: By Hook or by Crook (compartido con Harry Dodge)
- Festival Internacional de Cine Gay y Lésbico de Filadelfia - 2002 / Premio del Jurado a la Mejor Película - Lésbica: By Hook or by Crook (compartido con Harry Dodge)
- Festival Internacional de Cine Lésbico y Feminista de París - 2002 / Premio del Público - Mejor Película By Hook or by Crook (compartido con Harry Dodge)
- LA Outfest 2001 / Gran Premio del Jurado - Guion destacado: By Hook or by Crook (compartido con Harry Dodge)
- Harry Dodge ), Mejor largometraje narrativo By Hook or by Crook (2001) (compartido con Harry Dodge)
- Festival de Cine Lésbico y Gay de Seattle - 2001 / Premio a la excelencia - Mejor directora femenina: By Hook or by Crook (compartido con Harry Dodge)

### Nominado
- VC FilmFest- Festival de Cine Asiático del Pacífico de Los Ángeles - 2012 / Gran Premio del Jurado - Mejor Largometraje Narrativo: Sunset Stories (compartido con Ernesto Foronda)
- Festival de Cine South by Southwest - 2012 / Premio del Público - Emerging Visions: Sunset Stories (compartido con Ernesto Foronda)
- Lista de directores de cine y televisión transgénero
- CAAMFest - 2013 / Premio del Jurado - Mejor Narrativa - Sunset Stories (2012) (compartido con Ernesto Foronda)